# يوم الوعي بإيذاء النفس

الشريط البرتقالي للوعي بإيذاء النفس.

يوم الوعي بإيذاء النفس (اختصارًا SIAD) هو حدث عالمي سنوي على مستوى القاعدة / حملة تتم في الأول من مارس، حيث يختار بعض الأشخاص في هذا اليوم، وفي الأسابيع السابقة له، أن يكونوا أكثر انفتاحًا حيال إيذاء أنفسهم، وتقوم منظمات توفير الوعي ببذل الجهود لزيادة الوعي حول إيذاء النفس وإصابة الذات. ويرتدي بعض الأشخاص شريط الوعي، ويكتبون كلمة «LOVE (الحب)» على أذرعهم، كما يرسمون فراشة على معاصمهم للإشارة إلى الوعي «بمشروع الفراشة» من خلال سوار أو سوار من الخرز لتشجيع الوعي بإ يذاء النفس. إن الهدف من المهتمين بيوم الوعي بإيذاء النفس هو كسر الأنماط الشائعة التي تحيط بالإضرار بالذات وتعريف المحترفين الطبيين بالمرض.